# Stranger to Stranger
| Оценки критиков      | Оценки критиков |
| Источник             | Оценка          |
| -------------------- | --------------- |
| AllMusic             | [ 1 ]           |
| Consequence of Sound | B               |
| The Guardian         | [ 3 ]           |
| Entertainment Weekly | A−              |
| The Independent      | [ 5 ]           |
| Rolling Stone        | [ 6 ]           |
| USA Today            | [ 7 ]           |

Stranger to Stranger — тринадцатый студийный альбом американского фолк-певца и музыканта Пола Саймона, изданный 3 июня 2016 года на студии Concord Records и первый за последние пять лет. Диск возглавил британский хит-парад. Альбом получил положительные отзывы.

## История
Stranger to Stranger был впервые анонсирован во время концертного тура Саймона в феврале 2016 года. Официально выход диска был объявлен 7 апреля 2016 года вместе с выходом сингла «Wristband».
Альбом дебютировал на первом месте в Великобритании в хит-параде UK Albums Chart, с тиражом 19,218 копий в первую неделю. В возрасте 74 лет и 8 месяцев Пол Саймон стал самым возрастным сольным исполнителем-мужчиной, которому удалось занять позицию № 1 в альбомном британском чарте. Это его первый чарттоппер за последние 26 лет впервые после The Rhythm of the Saints (№ 1 в 1990).
В США Stranger to Stranger дебютировал на позиции № 3 в Billboard 200 с тиражом 68,000 эквивалентных альбомных единиц, а по физическим истинным продажам он даже возглавил Top Album Sales (67,000 копий). Это высшее достижение для Саймона за более чем 29 лет музыкальной карьеры, начиная с Graceland (№ 3 в 1987) и Still Crazy After All These Years (№ 1 в 1975). Было ещё два чарттоппера у группы Simon & Garfunkel.
В возрасте 74 лет Саймон впервые возглавил чарты Top Rock Albums и Americana/Folk Albums charts (25 июня 2016 года) журнала Billboard. В этих чартах учитываются истинные продажи (67,000 копий) по данным Nielsen Music (Top Rock Albums начат в 2006 году, а чарт Americana/Folk Albums был рождён в 2009 году первоначально под названием Folk Albums).

## Отзывы
Альбом получил положительные отзывы музыкальной критики и интернет-изданий, например, AllMusic, The Guardian, Entertainment Weekly, The Independent, Rolling Stone, USA Today.

### Итоговые списки
| Публикация           | Список                                  | Год  | Ранг | Ссылка |
| -------------------- | --------------------------------------- | ---- | ---- | ------ |
| Billboard            | 10 Best Rock/Alternative Albums of 2016 | 2016 | 7    | [ 17 ] |
| Entertainment Weekly | The 50 Best Albums of 2016              | 2016 | 23   | [ 18 ] |
| Mojo                 | The 50 Best Albums of 2016              | 2016 | 8    | [ 19 ] |
| Paste                | The 50 Best Albums of 2016              | 2016 | 46   | [ 20 ] |
| Rolling Stone        | 50 Best Albums of 2016                  | 2016 | 13   | [ 21 ] |

## Список композиций
Слова и музыка всех песен — Paul Simon.
| №   | Название                | Длительность |
| --- | ----------------------- | ------------ |
| 1.  | «The Werewolf»          | 3:25         |
| 2.  | «Wristband»             | 3:17         |
| 3.  | «The Clock»             | 1:02         |
| 4.  | «Street Angel»          | 2:11         |
| 5.  | «Stranger to Stranger»  | 4:35         |
| 6.  | «In a Parade»           | 2:21         |
| 7.  | «Proof of Love»         | 5:44         |
| 8.  | «In the Garden of Edie» | 1:48         |
| 9.  | «The Riverbank»         | 4:11         |
| 10. | «Cool Papa Bell»        | 4:02         |
| 11. | «Insomniac’s Lullaby»   | 4:33         |

| №   | Название                                                    | Автор(ы)           | Длительность |
| --- | ----------------------------------------------------------- | ------------------ | ------------ |
| 12. | «Horace and Pete»                                           |                    | 2:30         |
| 13. | «Duncan» (Live from A Prairie Home Companion February 2016) |                    | 4:43         |
| 14. | «Wristband» (Live from A Prairie Home Companion)            |                    | 3:28         |
| 15. | «Guitar Piece 3»                                            |                    | 1:10         |
| 16. | «New York Is My Home» (with Dion)                           | Simon Dion DiMucci | 4:30         |

## Чарты
| Чарт (2016)                         | Лучший результат |
| ----------------------------------- | ---------------- |
| Australian Albums (ARIA)            | 26               |
| Бельгия/Фландрия (Ultratop)         | 2                |
| Бельгия/Валлония (Ultratop)         | 14               |
| Канада (Canadian Albums Chart)      | 4                |
| Нидерланды (Album Top 100)          | 8                |
| Финляндия (Suomen virallinen lista) | 37               |
| French Albums (SNEP)                | 37               |
| Германия (Offizielle Top 100)       | 14               |
| Ирландия (IRMA)                     | 2                |
| Italian Albums (FIMI)               | 26               |
| Japanese Albums (Oricon)            | 67               |
| New Zealand Albums (RMNZ)           | 8                |
| Норвегия (VG-lista)                 | 9                |
| Шотландия (Scottish Albums Chart)   | 1                |
| Swedish Albums (Sverigetopplistan)  | 9                |
| Великобритания (UK Albums Chart)    | 1                |
| США (Billboard 200)                 | 3                |

## Сертификация
| Регион                                                      | Сертификация | Продажи |
| ----------------------------------------------------------- | ------------ | ------- |
| Великобритания (BPI)                                        | Серебряный   | 60 000  |
| ^ Данные о тиражах приведены только на основе сертификации. |              |         |